# Berusad av framgång
Berusad av framgång (engelska: My Favorite Year) är en amerikansk komedifilm från 1982 i regi av Richard Benjamin. Huvudrollerna spelas av Peter O'Toole, Mark Linn-Baker, Jessica Harper och Joseph Bologna. O'Toole nominerades till en Oscar för bästa manliga huvudroll 1982.

## Rollista i urval
- Peter O'Toole - Alan Swann
- Mark Linn-Baker - Benjy Stone
- Jessica Harper - K.C. Downing
- Joseph Bologna - Stan "King" Kaiser
- Bill Macy - Sy Benson
- Ramon Sison - Rookie Carroca
- Lainie Kazan - Belle Carroca
- Lou Jacobi - farbror Morty
- Adolph Green - Leo Silver
- Anne De Salvo - Alice Miller
- Basil Hoffman - Herb Lee
- George Wyner - Myron Fein
- Cameron Mitchell - Karl Rojeck
- Selma Diamond - Lil
- Corinne Bohrer - Bonnie
- Gloria Stuart - Mrs. Horn
- Cady McClain - Tess Swann